# Agnes de Haas
Agnes de Haas (Leiden, 3 augustus 1937 – Den Haag, 22 januari 2008) was een Nederlandse auteur.
De Haas was jarenlang lid van de afdeling Letteren van de Haagse Kunstkring. Haar oeuvre omvatte drie romans, gepubliceerd in de jaren 1976-1980. De Haas schreef verder recensies in dagbladen en essays op het raakvlak van journalistiek en proza.

## Recensies
- H. Doedens, in tijdschrift De Vacature van 10 februari 1977, over Als schilfers van bladerdeeg.
- Alfred Kossmann, Een Chaotisch Geschrift, in dagblad Het Vrije Volk van 28 april 1979, over Laten wij het onder ons houden.

## Interview
- Goede journalistiek is literatuur, in dagblad De Gelderlander, 24 juni 1978

- Biografisch Portaal: 03462213
- International Standard Name Identifier: 0000 0000 2188 4272
- Library of Congress Control Number: n79065270
- Nederlandse Thesaurus van Auteursnamen: 067491448
- Virtual International Authority File: 72669160
- WorldCat: E39PBJhxrypGtYxRTkPCc6TWDq